# Aliou Mahamidou
Aliou Mahamidou (1936 – 1996) foi um político nigeriano. Ele serviu como primeiro-ministro do Níger de 2 de março de 1990 a 1 de novembro de 1991. Aliou Mahamidou morreu com 60 anos, em 1996. 